# Hyndburn (borough)
Pour les articles homonymes, voir Hyndburn.
Hyndburn est un district non métropolitain du Lancashire, en Angleterre. Sa population est de 80 734 habitants (2011).

## Composition
Le district est composé des paroisses civiles suivantes:
- Altham